# (35591) 1998 HB91
1998 HB91 (asteroide 35591) é um asteroide da cintura principal. Possui uma excentricidade de 0.10980720 e uma inclinação de 4.77754º.
Este asteroide foi descoberto no dia 21 de abril de 1998 por LINEAR em Socorro.